# Lonchorhina fernandezi
Lonchorhina fernandezi là một loài động vật có vú trong họ Dơi mũi lá, bộ Dơi. Loài này được Ochoa & Ibáñez mô tả năm 1982.